# Pleiotaxinae
Pleiotaxinae S. Ortiz, 2013 è una sottotribù di piante angiosperme dicotiledoni della famiglia delle Asteraceae.

## Descrizione
Le specie di questa voce sono piante annuali o perenni con portamenti erbacei o arbustivo o suffruticosi.
Le foglie lungo il caule normalmente sono a disposizione alternata. La forma della lamina (semplice e intera) varia da lanceolata a obovata; i bordi possono essere continui o (raramente) dentati. Le stipole sono assenti.
Le infiorescenze sono composte da capolini terminali e solitari o raccolti in formazioni corimbose o racemose. I capolini, radiati o discoidi e omogamo o eterogamo, sono formati da un involucro a forma cilindrica, campanulata o obconica composto da brattee (o squame) all'interno delle quali un ricettacolo fa da base ai fiori di due tipi: tubulosi e ligulati. Le brattee disposte in più serie in modo embricato e scalato sono di varie forme e tipi: a consistenza cartacea o coriacea con apici acuminati (da ottusi a arrotondati) non pungenti. Il ricettacolo, superficialmente alveolato, a forma più o meno piatta, può essere ricoperto da pagliette oppure no.
I fiori sia quelli tubulosi che ligulati sono tetra-ciclici (ossia sono presenti 4 verticilli: calice – corolla – androceo – gineceo) e pentameri (ogni verticillo ha 5 elementi). I fiori centrali in genere sono tubulosi (actinomorfi), generalmente ermafroditi (bisessuali) e fertili; quelli periferici, se presenti, sono di tipo ligulato (zigomorfi), bisessuali o spesso funzionalmente maschili.
- Formula fiorale:

*/x K {\displaystyle \infty }, [C (5), A (5)], G 2 (infero), achenio
- Calice: i sepali del calice sono ridotti ad una coroncina di squame.
- Corolla: la corolla nei fiori tubulosi ha un tubo con 5 profondi lobi con superfici glabrescenti o pubescenti per corti peli ghiandolari e lobi provvisti di venature vascolari accessorie; in quella dei fiori ligulati il tubo termina con due labbra (2 +3), col labbro superiore costituito da due lobi lineari diritti. Il colore varia da bianco a rosso o crema o giallastro.
- Androceo: gli stami sono 5 con filamenti liberi, glabri o papillosi e distinti, mentre le antere sono saldate in un manicotto (o tubo) circondante lo stilo. Le antere in genere hanno una forma sagittata con base caudata e calcarata oppure no; le code sono lunghe da subrotonde a subacute e ramificate. Il tessuto endoteciale è polarizzato. Il polline normalmente è tricolporato a forma sferica (radialmente simmetrico), echinato-perforato.
- Gineceo: lo stilo è filiforme con due stigmi; i rami (gli stigmi) sono lunghi, separati, bivenati e spesso ricurvi con apici subacuti o arrotondati. Lo stilo è pubescente. L'ovario è infero uniloculare formato da 2 carpelli. L'ovulo è unico e anatropo.

I frutti sono degli acheni con pappo. La forma dell'achenio varia da strettamente oblunga a largamente cilindrica. Il pericarpo può essere di tipo parenchimatico, altrimenti è indurito (lignificato) radialmente con superficie liscia (o ghiandolare), glabra o ricoperta da peli ghiandolari semplici o biforcuti. Il carpoforo (o carpopodium - il ricettacolo alla base del gineceo) è anulare e generalmente presente. I pappi, formati da una o più serie di setole scabre o scaglie, sono isomorfi, persistenti o caduci (o assenti), sono direttamente inseriti nel pericarpo o connati in un anello parenchimatico posto sulla parte apicale dell'achenio.

## Biologia
- Impollinazione: l'impollinazione avviene tramite insetti (impollinazione entomogama tramite farfalle diurne e notturne).
- Riproduzione: la fecondazione avviene fondamentalmente tramite l'impollinazione dei fiori (vedi sopra).
- Dispersione: i semi (gli acheni) cadendo a terra sono successivamente dispersi soprattutto da insetti tipo formiche (disseminazione mirmecoria). In questo tipo di piante avviene anche un altro tipo di dispersione: zoocoria. Infatti gli uncini delle brattee dell'involucro si agganciano ai peli degli animali di passaggio disperdendo così anche su lunghe distanze i semi della pianta.

## Distribuzione e habitat
Le specie di questo gruppo sono distribuite in Africa.

## Tassonomia
La famiglia di appartenenza di questa voce (Asteraceae o Compositae, nomen conservandum) probabilmente originaria del Sud America, è la più numerosa del mondo vegetale, comprende oltre 23.000 specie distribuite su 1.535 generi, oppure 22.750 specie e 1.530 generi secondo altre fonti (una delle checklist più aggiornata elenca fino a 1.679 generi). La famiglia attualmente (2021) è divisa in 16 sottofamiglie.

### Filogenesi
Le specie di questa voce appartengono alla sottofamiglia Dicomoideae, e in particolare alla sottotribù Pleiotaxinae (tribù Dicomeae). La sottofamiglia (di recente costituzione), da un punto di vista filogenetico, è posizionata tra le sottofamiglie Tarchonanthoideae e Carduoideae. I caratteri principali della sottofamiglia sono: i portamenti variano da erbacei a arbustivi, l'involucro è pluriseriato con brattee coriacee e pungenti, il ricettacolo è alveolato, il polline è echinato, i rami dello stilo sono pubescenti con superficie stigmatica continua e cresta marginale, il carpoforo in genere è assente. L'area di origine della maggior parte delle specie è l'Africa a sud del Sahara.
La sottotribù è individuata dai seguenti caratteri diagnostici: le code delle antere variano da subarrotondate a subacute, gli stigmi sono divisi e spesso sono ricurvi, nel polline sono presenti delle caratteristiche "meso-aperture" (apertura composita), l'achenio è provvisto di carpoforo e una particolare struttura delle cellule epidermiche della testa.
Il numero cromosomico di base delle specie di questo gruppo è: 2n = 22.
Il periodo di separazione della sottofamiglia (formazione del clade) dal resto della famiglia delle Asteraceae è di circa 41,5 milioni di anni fa; mentre gli antenati delle attuali specie si sono separati circa 27 milioni di anni fa (gruppo corona).

### Elenco dei generi
Questa sottotribù comprende 2 generi e 49 specie:
| Genere                       | Numero specie | Distribuzione   |
| ---------------------------- | ------------- | --------------- |
| Pleiotaxis Steetz, 1864      | 34            | Africa centrale |
| Erythrocephalum Benth., 1873 | 15            | Africa centrale |